# Усов Олег Дмитрович
Олег Дмитрович Усов (нар. 20 вересня 1940, Одеса, УРСР) — радянський український футболіст, нападник.

## Життєпис
Вихованець футбольної школи «Металург» (Запоріжжя). Грав у командах «Металург» Запоріжжя (1965, друге коло 1966—1967, 1970—1971), «Спартак» Мелітополь (1966, перше коло), СКА Одеса (1967—1969), «Кривбас» Кривий Ріг (1972—1973), «Рубін» Казань (1975—1978).
У другій за силою лізі першості СРСР у 1965, 1966—1969, 1971—1972, 1975—1977 роках провів 171 матч, відзначився 36 голами. У третій за силою лізі в 1966, 1970, 1973—1974, 1978 роках — 131 матч, відзначився 30 голами.
Виступав за команди КФК із Запоріжжя «Стріла» (1975) та «Автомобіліст» (1980).
2003 року з дружиною переїхав до доньки в Мурманськ, де став дитячим тренером у «Півночі».